# Cariclo (moglie di Evereo)
Nella mitologia greca, Cariclo (in greco antico: Χαρικλώ?, Chariklṑ) era una ninfa di Tebe.

## Genealogia
Non sono note le sue origini e solo Apollodoro parla della ninfa Cariclo come "della famiglia Oudaios, uno degli Spartoi ma senza specificare chi fossero. 

Fu la moglie di Evereo che la rese madre di Tiresia.

## Mitologia
Cariclo, quando la dea Atena accecò Tiresia come punizione per averla vista nuda,  poiché era sua amica e da lei teneramente amata chiese alla dea di annullare la punizione di Tiresia. Non potendo essere ritirata la punizione di una dea, Cariclo ottenne che il figlio fosse in grado di capire il linguaggio degli uccelli e potesse camminare sempre in sicurezza con il suo bastone.